# Vzpírání na Letních olympijských hrách 2008 – ženy do 63 kg
Vzpěračky do 63 kg měly svou soutěž na Letních olympijských hrách 2008 rozplánovanou do svou skupin, soutěže v obou skupinách proběhly v úterý 12. srpna 2008. V kategorii nakonec startovalo celkem 19 závodnic z 18 zemí, šlo tedy o nejpočetněji obsazenou kategorii. Soutěž dokončilo celkem 17 závodnic. Vítězkou se stala Pak Hjon-suk [zápis?] ze Severní Koreje. I když sama dala výkon v nadhozu až 3. pokusem, vyhrála v soutěži plné neplatných pokusů. Dokázala rovněž využít šanci, která se jí naskytla po výpadku favoritky Carukajevové, odstoupení Manezové a nepřítomnosti Daluzjanové, která se nevešla do arménské nominace.
Původní stříbrná medailistka Irina Někrasovová z Kazachstánu byla po reanalýze kontrolních vzorků v roce 2016 diskvalifikována z důvodu porušení antidopingových pravidel. Stříbro tedy připadlo Lu Jing-čchi z Tchaj-wanu a bronz Kanaďance Christine Girardové. Girardová se zpětně stala olympijskou vítězkou ve stejné hmotnostní kategorii na Letních olympijských hrách 2012; původně bronzová, avšak po diskvalifikaci dvou soupeřek před ní nakonec zlatá.

## Program
Pozn.: Pekingského času (UTC+8)
| Datum                 | Čas         | Skupina |
| --------------------- | ----------- | ------- |
| Úterý, 12. srpna 2008 | 12:30–14:30 | B       |
| Úterý, 12. srpna 2008 | 15:30–17:30 | A       |

## Přehled rekordů
Pozn.: Platné před začátkem soutěže
| Druh rekordu              | Disciplína | Držitelka                   | Výkon  |
| ------------------------- | ---------- | --------------------------- | ------ |
| Světové rekordy           | Trh        | Pawina Thongsuková [zápis?] | 116 kg |
| Světové rekordy           | Nadhoz     | Pawina Thongsuková [zápis?] | 142 kg |
| Světové rekordy           | Dvojboj    | Liou Chaj-sia               | 257 kg |
| Olympijské rekordy        | Trh        | Hanna Bacjušková            | 115 kg |
| Olympijské rekordy        | Nadhoz     | Natalja Skakunová           | 135 kg |
| Olympijské rekordy        | Dvojboj    | Čchen Siao-min              | 242 kg |
| Světové juniorské rekordy | Trh        | Světlana Carukajevová       | 115 kg |
| Světové juniorské rekordy | Nadhoz     | Meliné Daluzjanová          | 135 kg |
| Světové juniorské rekordy | Dvojboj    | Světlana Carukajevová       | 250 kg |

## Výsledky
| Poř.                        | Závodnice                 | Stát                   | Těl. hm. [kg] |       | Trh [kg] | Trh [kg] | Trh [kg] |       | Nadhoz [kg] | Nadhoz [kg] | Nadhoz [kg] |  | Výsledek [kg] |
| --------------------------- | ------------------------- | ---------------------- | ------------- | ----- | -------- | -------- | -------- | ----- | ----------- | ----------- | ----------- |  | ------------- |
| Poř.                        | Závodnice                 | Stát                   | Těl. hm. [kg] | 1. p. | 2. p.    | 3. p.    | 1. p.    | 2. p. | 3. p.       |             |             |  | Výsledek [kg] |
| Zlatá olympijská medaile    | Pak Hjon-suk              | Severní Korea          | 61,80         |       | 102      | 106      | 108      |       | 135         | 135         | 135         |  | 241           |
|                             | Irina Někrasovová         | Kazachstán             | 62,86         |       | 105      | 110      | 112      |       | 130         | 135         | 135         |  | 240           |
| Stříbrná olympijská medaile | Lu Jing-čchi              | Tchaj-wan              | 62,46         |       | 98       | 102      | 104      |       | 127         | 130         | 130         |  | 231           |
| Bronzová olympijská medaile | Christine Girardová       | Kanada                 | 62,44         |       | 96       | 99       | 102      |       | 126         | 130         | 130         |  | 228           |
| 4.                          | Nguyễn Thị Thiết          | Vietnam                | 62,49         |       | 98       | 100      | 102      |       | 120         | 125         | 127         |  | 225           |
| 5.                          | Kim Su-kjung              | Jižní Korea            | 62,74         |       | 98       | 102      | 103      |       | 127         | 134         | 134         |  | 225           |
| 6.                          | Ruth Kasiryeová           | Norsko                 | 62,62         |       | 99       | 103      | 105      |       | 121         | 125         | 125         |  | 224           |
| 7.                          | Luz Mercedes Acostaová    | Mexiko                 | 62,84         |       | 100      | 103      | 103      |       | 120         | 125         | 125         |  | 223           |
| 8.                          | Mercedes Isabel Pérezová  | Kolumbie               | 62,48         |       | 93       | 97       | 100      |       | 120         | 126         | 126         |  | 217           |
| 9.                          | Namchajdorž Bajarmaaová   | Mongolsko              | 62,50         |       | 90       | 95       | 95       |       | 118         | 121         | 123         |  | 213           |
| 10.                         | Dominika Misterská        | Polsko                 | 62,60         |       | 92       | 94       | 95       |       | 115         | 117         | 117         |  | 211           |
| 11.                         | Natalie Woolfolková       | Spojené státy americké | 62,72         |       | 93       | 97       | 101      |       | 107         | 111         | 114         |  | 211           |
| 12.                         | Solenny Villasmilová      | Venezuela              | 62,60         |       | 90       | 95       | 95       |       | 115         | 115         | 115         |  | 205           |
| 13.                         | Carissa Gumpová           | Spojené státy americké | 62,20         |       | 85       | 85       | 88       |       | 116         | 116         | 121         |  | 204           |
| 14.                         | Michaela Breezeová        | Velká Británie         | 61,55         |       | 80       | 85       | ---      |       | 80          | 90          | 100         |  | 185           |
| 15.                         | Hanène Ouerfelliová       | Tunisko                | 62,38         |       | 80       | 85       | 88       |       | 95          | 100         | 106         |  | 185           |
| 16.                         | María Teresa Monasteriová | Bolívie                | 62,96         |       | 60       | 63       | 65       |       | 75          | 78          | 80          |  | 141           |
|                             | Leila Lassouaniová        | Alžírsko               | 62,28         |       | 85       | 90       | 90       |       | 110         | 110         | 110         |  |               |
|                             | Světlana Carukajevová     | Rusko                  | 62,37         |       | 107      | 107      | 107      |       |             |             |             |  |               |
|                             | Majja Manezová            | Kazachstán             | 62,12         |       |          |          |          |       |             |             |             |  |               |